# ジャイアンツ・コーズウェー
ジャイアンツ・コーズウェー（英: Giant's Causeway, アイルランド語: Clochán an Aifir / Clochán na bhFomhórach）は、イギリス・北アイルランドにある、火山活動で生まれた4万もの石柱群が連なる地域。アントリム県ブッシュミルズの北2kmに位置する海岸線にある。
1986年にユネスコの世界遺産に登録され、翌年には北アイルランド環境省 (the Department of the Environment for Northern Ireland) によって自然保護区に指定された。2005年には『ラジオ・タイムズ』誌 (Radio Times) の読者投票で、「イギリスの最も偉大な自然の驚異」ランキング第四位に選ばれている。
ジャイアンツ・コーズウェーは、ナショナル・トラストによって管理されている。

## 伝説
ジャイアンツ・コーズウェー（「巨人の石道」）の名は、アイルランドの伝説の巨人フィン・マックールに因む。伝説では、彼がスコットランドの巨人ベナンドナーと戦いに行くためにコーズウェーを作ったとされる。
フィン・マックールはスコットランドへ辿り着く前に眠くなってしまった。フィンがいつまで経っても来ないので、ベナンドナーは彼を探すために橋を架けた。ベナンドナーがフィンよりも大きいことを見て取ったフィンの妻ウナは、フィンに毛布を掛けて、フィンが子どもであるかのように見せかけた（異伝では、ベナンドナーの大きさを見て逃げ出したフィンは、赤ん坊のふりをさせてくれと妻に頼んだ）。ベナンドナーは、「赤子」の大きさを見て、父のはずのフィンはもっと大きいのだろうと推測した。そして、恐れをなして、コーズウェーを蹴散らしつつ逃げ出したという。
異伝では、妻ウナが岩に彩色してステーキに見せかけたものをベナンドナーに出し、「赤子」のフィンには普通のステーキを出したところ、「岩のように硬い」はずのステーキを「赤子」が易々と食べるのを見て恐怖したベナンドナーが逃げ出した、というものもある。
コーズウェーの伝説に対応する伝説は、スコットランドのスタッファ島のフィンガルの洞窟 (Fingal's Cave) にも見られる。

## 歴史
古第三紀 (6千万年前) に、アントリム一帯は激しい火山活動にさらされ、高い流動性を持つ溶解した玄武岩が、チョーク質の地層に貫入し、広大な溶岩台地を形成した。溶岩は急速に冷却したので収縮作用が起こった。収縮は垂直方向には溶岩流の厚みを減らすだけで割れ目は形成しなかったが、水平方向では、ひび割れを生じた。広範囲にわたった割れ目は地質学で柱状節理と呼ばれ、現在見られる奇観を形成したのである。
柱の天辺はさながら踏み石のように平らで、柱の付け根は断崖の下から伸びているが、下の方は海の下に沈んでいる。柱はほとんどが六角柱で、中には、四角、五角、七角、八角のものもある。最も高い柱は12mに達し、崖で凝固した溶岩には厚さ28mになるものもある。
ジャイアンツ・コーズウェーの「発見」を世に知らしめたのは、トリニティ・カレッジのフェローだったリチャード・バルクリー卿 (Sir Richard Bulkeley) による王立協会の報告書（1693年）であるが、実際にはデリーの司教が1年早く訪れていた。

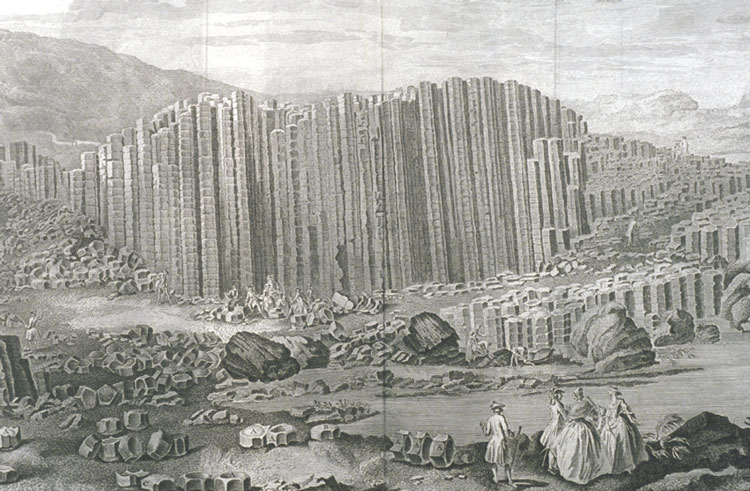
A View of the Giant's Causeway: East Prospect（ドルリーの版画）

この景観は、ダブリンの芸術家スザンナ・ドルリー (Susanna Drury) が1739年に水彩画として描いて国際的に有名になった。ドルリーは1740年にロイヤル・ダブリン・ソサエティ (Royal Dublin Society) の最初の賞に輝き、1743年には版画にもした。ジャイアンツ・コーズウェーは、1765年にはフランスの百科全書第12巻で見出し語となった。背景には、ドルリーの版画による知名度の向上もあったわけだが、その版画 "East Prospect" 自体は、1768年に出版された百科全書の図版に収録された。その図版のキャプションで、フランスの地質学者ニコラ・デマレは、出版物では初めて、この構造物が火山活動の産物であることを示唆した。
この一帯は19世紀以降、特に路面電車のジャイアンツ・コーズウェー鉄道 (Giant's Causeway Tramway) が開通してから観光名所として賑わった。しかし、1960年代になってナショナル・トラストが管理を引き受けるようになると、商業主義は退潮していった。

## 名所
この地域の構造物には、数百万年にわたって風雨にさらされてきた結果、何らかの形になぞらえうるものもある。「オルガン」、「巨人のブーツ」、低い円柱が風雨で丸くなった「巨人の目」、「羊飼いの足跡」、「蜂の巣」、「巨人のハープ」、「組み合わせ煙突」、「巨人の門」、「巨人のこぶ」などである。
また、孤立する高い柱は、1588年にスペイン戦艦ヒローナ号が遭難した際に、煙突と見間違えてぬか喜びさせられたという逸話もある。

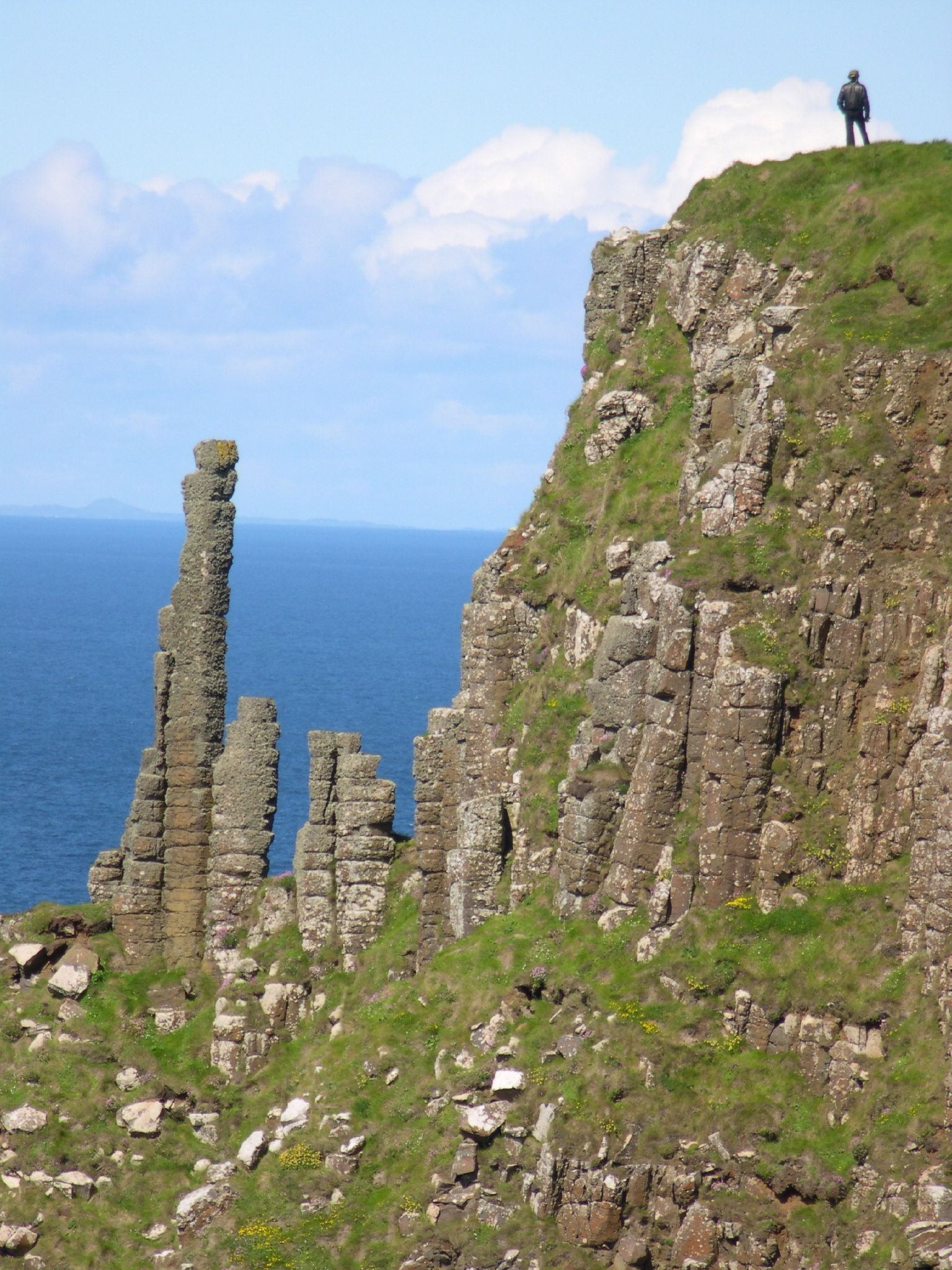
高い柱
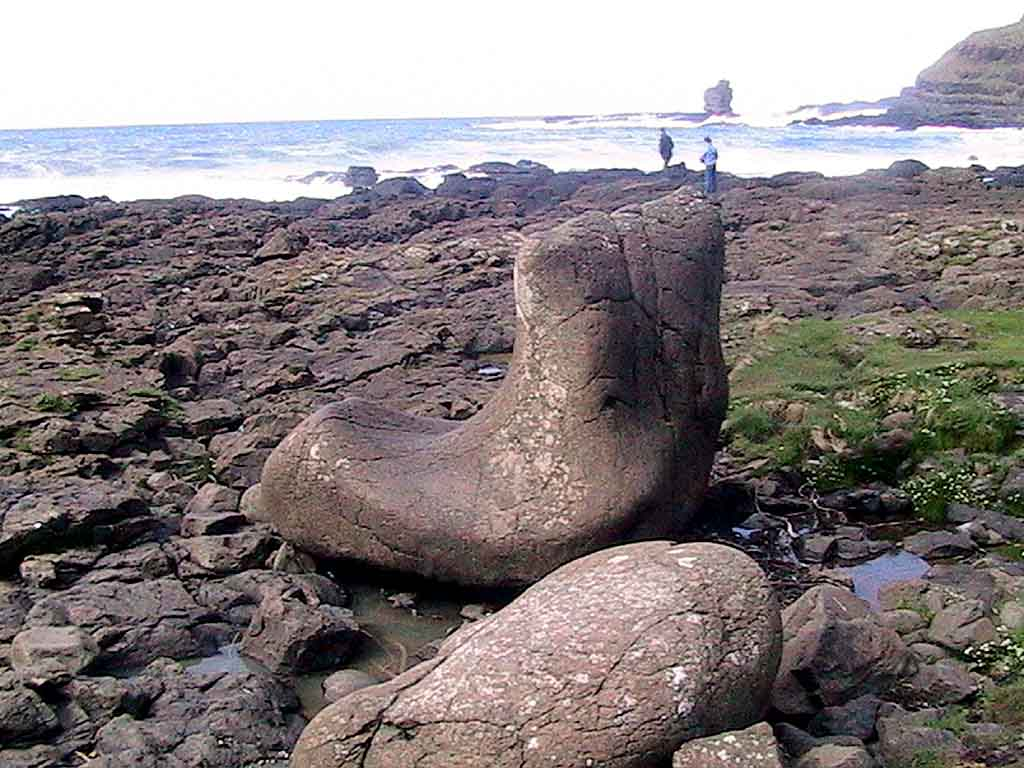
「巨人のブーツ」
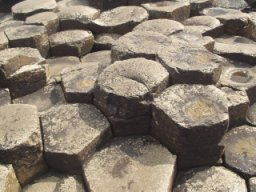
玄武岩の円柱
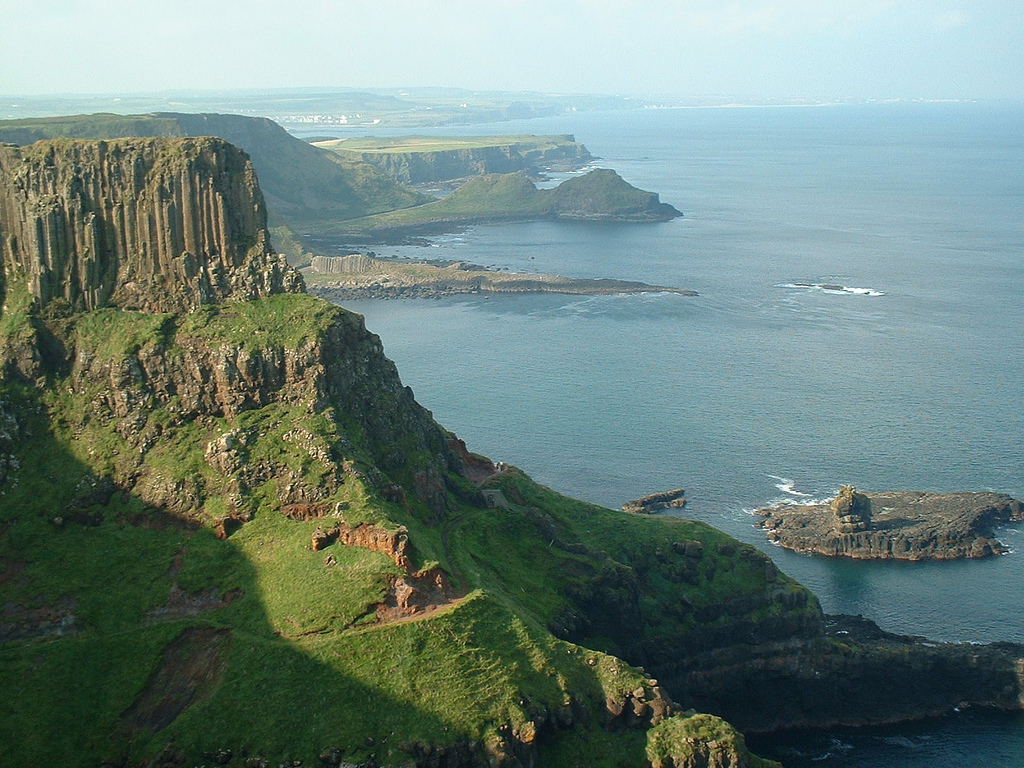
コーズウェー海岸
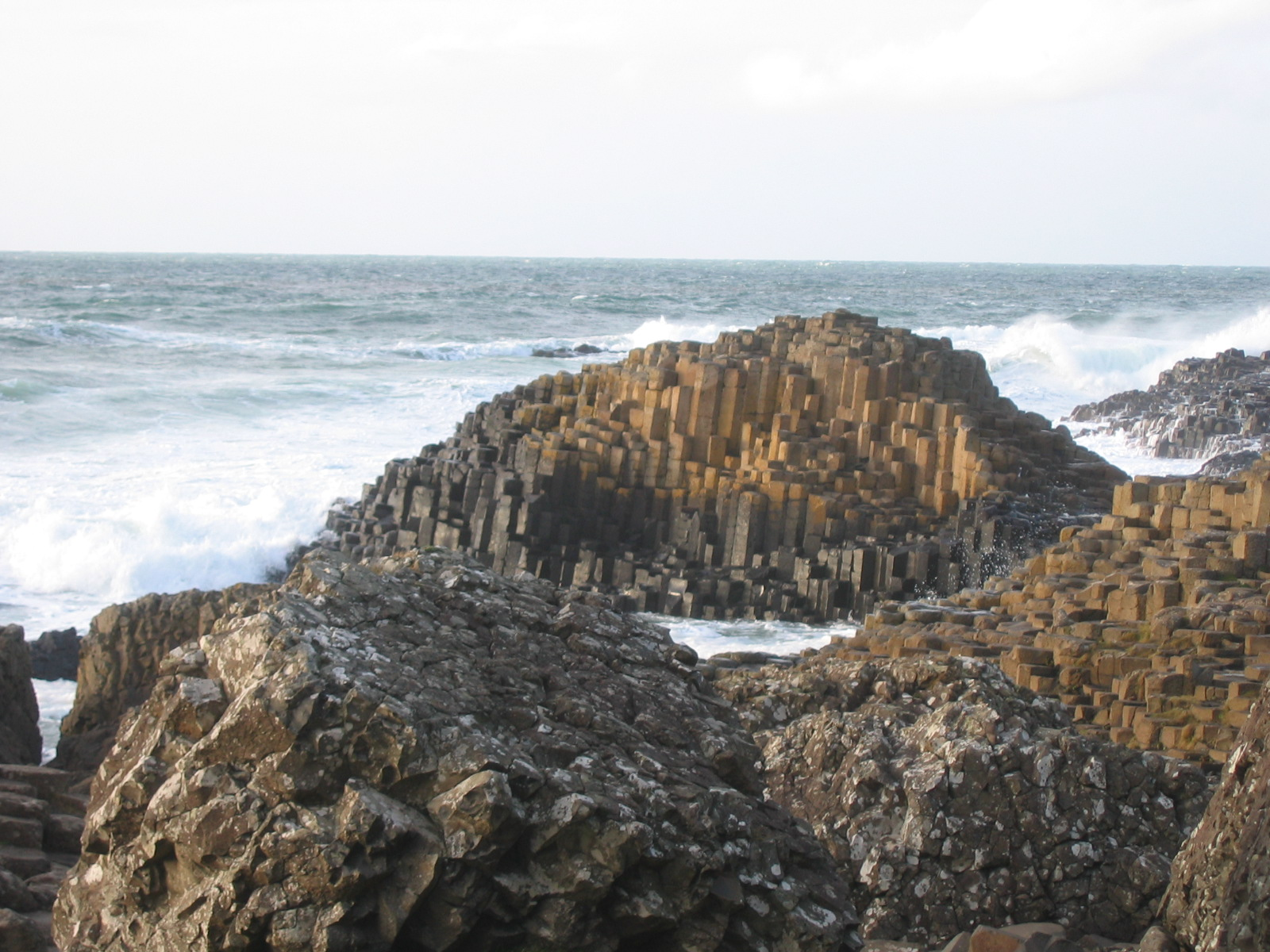
玄武岩の円柱の「小島」

## 動物相と植物相
この地域は、ギンフルマカモメ、ウミツバメ、鵜、アカアシシギ、オオハシウミガラスなどの海鳥たちの良い避難所となっている。また、風雨にさらされた岩間には、ホタルイ属やコケシノブ属などの珍しい植物が生えている。

## 脅威
2025年、訪れる観光客が、玄武岩の柱と柱の間の隙間に硬貨を差し込むという行為が増加し自然の浸食プロセスを加速させているとして、歴史的名所や自然景勝地を保護する目的の団体ナショナル・トラストが硬貨を差し込むのをやめるよう呼びかけた。差し込まれた硬貨は錆びて元の厚さの3倍にも膨張することから、岩に圧力がかかって崩壊を呼び起こすだけでなく、銅、ニッケル、鉄の酸化物と自然発生の液体が混ざることに起因するシミが岩につき、物理的にも美観的にも有害な影響を及ぼす。
英国地質調査所もこの呼びかけに先立って、 玄武岩の亀裂や裂け目に硬貨を差し込むという行為が、「硬貨の劣化に伴う化学反応と物理的作用は、自然の風化によってゆっくりと進行するはずだったコーズウェーの岩の崩壊を、加速させている」と報告していた。

## 世界遺産
ジャイアンツ・コーズウェーは、それが存在する海岸線とともに「ジャイアンツ・コーズウェーとコーズウェー海岸」として世界遺産に登録された。

### 登録基準
この世界遺産は世界遺産登録基準のうち、以下の条件を満たし、登録された（以下の基準は世界遺産センター公表の登録基準からの翻訳、引用である）。
- (7) ひときわすぐれた自然美及び美的な重要性をもつ最高の自然現象または地域を含むもの。
- (8) 地球の歴史上の主要な段階を示す顕著な見本であるもの。これには生物の記録、地形の発達における重要な地学的進行過程、重要な地形的特性、自然地理的特性などが含まれる。